# Neuenhaus (Eckbusch)
Neuenhaus ist eine Hofschaft in der bergischen Großstadt Wuppertal. 

## Lage und Beschreibung
Die Hofschaft liegt im Nordwesten der Stadt auf 182 m ü. NHN im Tal des Eigenbachs im Norden des Wohnquartiers Eckbusch des Stadtbezirks Uellendahl-Katernberg an der Stadtgrenze zu Wülfrath. 
Benachbarte Wohnplätze und Ortschaften sind Schmalterplatz, Obenaprath, Zum Löh, Eigen, Naurathssiepen, Wüstenhof, Klein- und Großhöfchen, Schmalt, Kohleiche, Hixter, Rosenland, Fredenhof, Jungholz und Wildenbruch.

## Geschichte
Der Hof gehörte im 17. Jahrhundert zu den Gütern des Aufsitzers von Schloss Aprath. Zu der Zeit ist die Zugehörigkeit des Hofs zur Honschaft Oberdüssel der bergischen Herrschaft Schöller im Amt Solingen beurkundet.
Auf der Topographia Ducatus Montani des Erich Philipp Ploennies aus dem Jahre 1715 ist der Hof als Neuhus eingezeichnet. Der Ort ist auf der Topographischen Aufnahme der Rheinlande von 1824 als a. neuen Haus und auf der Preußischen Uraufnahme von 1843 als NeueHaus eingezeichnet. Auf Messtischblättern trägt der Ort im Laufe des 20. Jahrhunderts den Namen Neuenhaus.
Im 19. Jahrhundert gehörte Neuenhaus weiterhin zu der Honschaft Oberdüssel der Bürgermeisterei Wülfrath. Damit gehörte es von 1816 bis 1861 zum Kreis Elberfeld und ab 1861 zum alten Kreis Mettmann. 
1888 lebten in Neuenhaus neun Einwohner in einem Wohnhaus. Zu dieser Zeit wurde der Ort Neuenhaus genannt.
Mit der Kommunalreform von 1929 wurde der östliche Teil der Gemarkung Oberdüssel um Neuenhaus von Wülfrath abgespalten und in die neu gegründete Stadt Wuppertal eingemeindet. 